# Волочаєвка
Волоча́євка (рос. Волочаевка) — село у складі Нерчинського району Забайкальського краю, Росія. Входить до складу Андронниковського сільського поселення.

## Населення
Населення — 20 осіб (2010; 29 у 2002).
Національний склад (станом на 2002 рік):
- росіяни — 97 %